# スティーヴン・マロリー

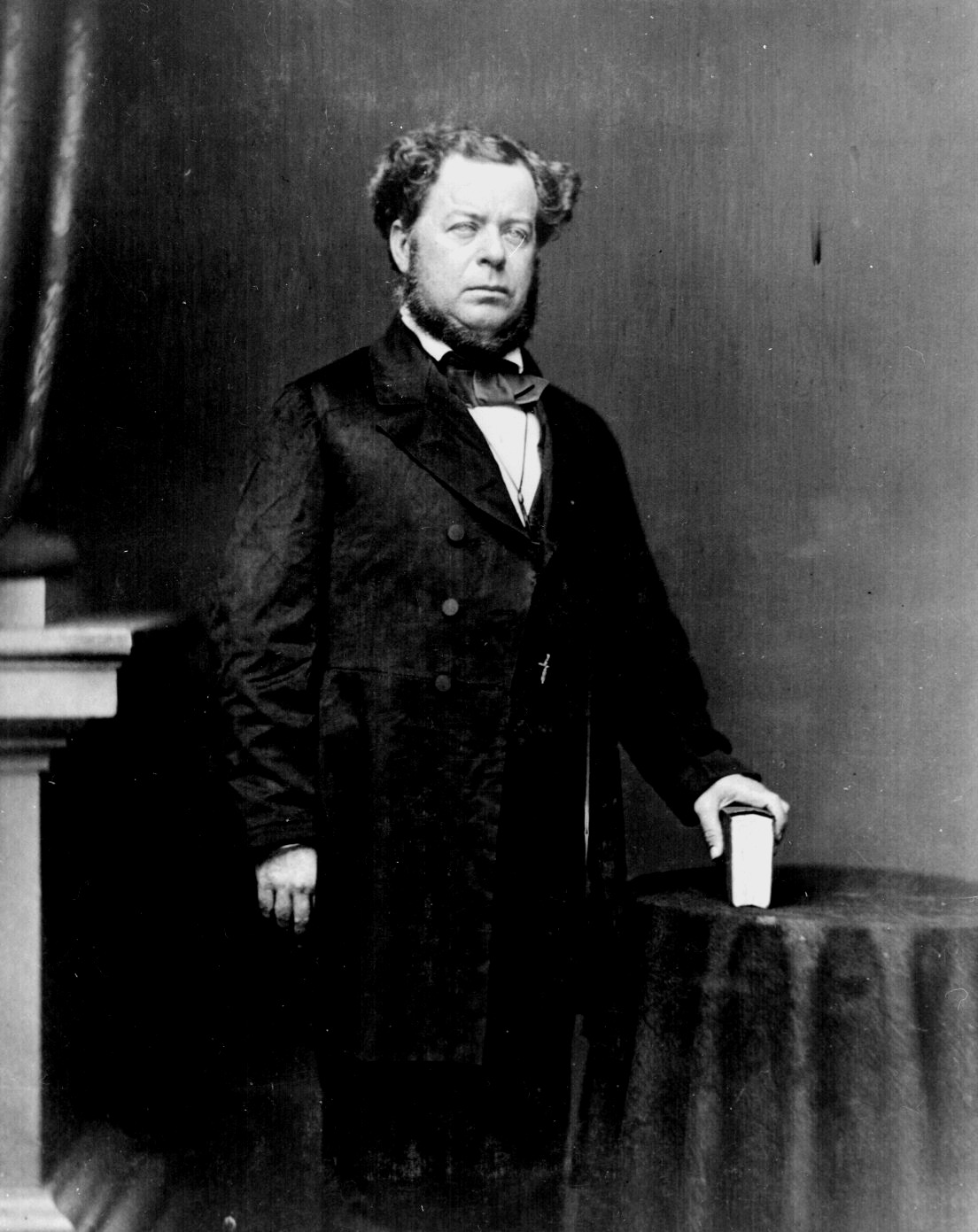
スティーヴン・マロリー

スティーヴン・ラッセル・マロリー（Stephen Russell Mallory, 1813年 - 1873年11月9日）は、アメリカ合衆国およびアメリカ連合国の政治家。1851年から1861年までアメリカ合衆国上院議員を、1861年から1865年までアメリカ連合国海軍長官を務めた。

## 生涯

### 生い立ち
1813年、マロリーはイギリス領西インド諸島のトリニダード島ポートオブスペインで生まれた。しかしマロリーが2歳のときに父親が死亡し、1820年に家族はアメリカ合衆国へと移住した。マロリーの母親はフロリダ州キー・ウェストで下宿屋を開業した。
マロリーはアラバマ州モービルとペンシルベニア州ナザレスの学校で教育を受けた。マロリーは十分な教育を受けることができなかったが、1833年にキー・ウェストの税関検査官に就職し、その傍らで法律の勉強をした。そして1840年に弁護士として認可を受けると、法律事務所を開業し、キー・ウェスト地域で行政機関からのさまざまな仕事を請け負った。マロリーは1837年から1845年までフロリダ州モンロー郡で郡判事を務め、1845年にキー・ウェスト港の税関長となった。この間の1838年には、フロリダ州ペンサコーラに住む裕福な一家の娘と結婚している。

### 合衆国上院議員
マロリーは1850年に穏健派の民主党員として合衆国上院議員に選任され、1857年までの任期を全うした。彼は1856年の選挙でも再選を果たしたが、1861年に南北戦争が原因で辞職した。
上院議員在職中、マロリーはフロリダ州において合衆国海軍の事務をもっともよく知る人物の1人として評判になった。そしてマロリーは合衆国議会において上院海軍委員会の委員長に指名された。マロリーは年老いた士官や無能な士官を退かせ、また装甲砲艦の開発を支援するなど、合衆国海軍を改革するために辛抱強く働いた。しかしこれら一連の計画を完了するための資金を十分に調達することはできなかった。

### 南北戦争
1860年の大統領選挙でエイブラハム・リンカーンが当選すると、マロリーはジェファーソン・デイヴィスをはじめとする南部諸州の政治家に、懐柔を促した。しかしマロリーの南部への愛着は大きく、フロリダ州が連邦離脱を決めたとき、マロリーはそれに追従した。そしてアメリカ連合国が建国されると、フロリダ出身の閣僚を必要としたデイヴィス大統領は、マロリーの有する海軍事務の広範な知識と私的な友情により、マロリーを連合国海軍長官に指名した。
南北戦争が開戦したとき、連合国はかろうじて15隻の軍艦を保有した。海軍士官のほとんどは合衆国に残留し、連合国陸軍省は海軍に対してあまり協力的ではなかった。連合国海軍の資金調達もまた、極端に制限されていた。しかしマロリーは、イギリスを中心に、ヨーロッパ各国から数隻の艦船を調達した。その中で最も有名なものは、イギリスから取得したスループの「アラバマ」である。「アラバマ」は大西洋やメキシコ湾でにおいて通商破壊活動を行い、1864年6月に撃沈されるまで約22ヶ月間にわたって合衆国の艦船を悩ませ続けた。さらにマロリーは合衆国による海上封鎖を打破するために多数の装甲艦を建造する計画を立案したが、経済状況の悪化により資金や資材が不足し、その計画を完全に実行することはできなかった。海軍長官としてのマロリーの最大の失敗は、海軍に十分な資金を配分するよう他の政府高官を説得することができなかったことである。
マロリーは非常に革新的な人物でもあった。連合国の工場は合衆国の工場と競争をしようとはせず、また戦争初期にナッシュビル、ニューオーリンズ、メンフィス、ノーフォークといった工業拠点を失ったが、連合国海軍は戦争中に22隻の精巧な装甲艦の建造を実現した。加えて魚雷や潜水艇などの実験段階の兵器を実戦投入し、また水陸両用作戦の導入を研究した。しかしこれらの兵器や作戦は結果的にあまりよい戦果を挙げられなかった。

### アメリカ連合国崩壊後
ロバート・E・リー将軍がバージニア州ピーターズバーグを撤退し、連合国の首都リッチモンドを失うと、マロリーは他の閣僚とともに逃走を強いられた。連合国の敗北が確実となると、マロリーはゲリラ戦で抵抗することに反対した。その後マロリーは合衆国軍によって拘束され、ニューヨーク州のラファイエット砦に約10ヶ月間収容された。
釈放後、マロリーは弁護士業を再開した。マロリーは合衆国軍を利用した南部復興活動に反対し、また黒人に参政権を与えることにも反対した。そして1873年、マロリーはフロリダ州ペンサコーラにおいて死去した。マロリーの遺体はペンサコーラ市内の聖マイケル墓地に埋葬された。同時代の人々の中には連合国の敗北についてマロリーを非難する者もいたが、後世の歴史家はマロリーについて高い評価を与えている。

## 家族
- 父親: チャールズ・マロリー (Charles Mallory, ????-1822)
- 母親: エレン・ラッセル (Ellen Russell, 1792-1855)

- 妻: アンジェラ・シルヴァニア・モレノ (Angela Sylvania Moreno, 1815-1901)
  - 結婚: 1838年7月19日、フロリダ州ペンサコーラにて

- 子供
  - マーガレット・マロリー (Margaret Mallory, 1839-1887)
  - エレン・マロリー (Ellen Mallory, 1840-1843)
  - フランシス・モレノ・マロリー (Francis Moreno Mallory, 1844-1846)
  - フランシス・モレノ・マロリー (Francis Moreno Mallory, 1847-1858)
  - スティーヴン・ラッセル・マロリー (Stephen Russell Mallory, 1848-1907)
  - チャールズ・アルバート・マロリー (Charles Albert Mallory, 1850-????)
  - アッティラ・フィッツパトリック・マロリー (Atilla Fitzpatrick Mallory, 1852-1907)
  - ルビ・アンジェラ・マロリー (Ruby Angela Mallory, 1855-1902)
  - ネリー・B・マロリー (Nellie B. Mallory, 1856-1858)